# Кленівська сільська рада (Новоград-Волинський район)
Кленівська сільська рада — колишня адміністративно-територіальна одиниця та орган місцевого самоврядування у Городницькому, Ємільчинському і Новоград-Волинському районах Волинської і Коростенської округ, Київської й Житомирської областей Української РСР та України з адміністративним центром у с. Кленова.

## Населені пункти
Сільській раді підпорядковувались населені пункти:
- с. Кленова
- с. Брониця
- с. Дубники
- с. Липине

## Населення
Кількість населення ради, станом на 1923 рік, становила 872 особи, кількість дворів — 158.
Відповідно до результатів перепису населення СРСР, кількість населення ради, станом на 12 січня 1989 року, становила 1 407 осіб.
Станом на 5 грудня 2001 року, відповідно до перепису населення України, кількість мешканців сільської ради становила 1 212 осіб.

## Склад ради
Рада складалась з 16 депутатів та голови.

### Керівний склад сільської ради
| ПІБ                         | Основні відомості                                                    | Дата обрання | Дата звільнення |
| --------------------------- | -------------------------------------------------------------------- | ------------ | --------------- |
| Литвинчук Жанна Сергіївна   | Сільський голова, 1961 року народження, освіта, член народної партії | 26.03.2006   | 31.10.2010      |
| Остапчук Михайло Вікторович | Сільський голова, 1980 року народження, освіта вища, безпартійний    | 31.10.2010   |                 |

Примітка: таблиця складена за даними джерела

## Історія
Створена 1923 року, в складі сіл Кленова, хуторів Каличів, Перекренське та слободи Рудня-Кленова Городницької волості Новоград-Волинського повіту Волинської губернії. Станом на 1 жовтня 1941 року хутори Каличів, Перекренське та слоб. Рудня-Кленова не перебувають на обліку населених пунктів.
Станом на 1 вересня 1946 року сільська рада входила до складу Городницького району Житомирської області, на обліку в раді перебувало с. Кленова.
11 серпня 1954 року, відповідно до указу Президії Верховної ради Української РСР «Про укрупнення сільських рад по Житомирській області», сільську раду ліквідовано, територію та с. Кленова приєднано до складу Броницькогутянської селищної ради Городницького району. Відновлена 11 січня 1960 року, відповідно до рішення Житомирського облвиконкому № 2 «Про зміни в адміністративно-територіальному поділі сільських рад в районах області», в складі Ємільчинського району, внаслідок перенесення адміністративного центру Дубницької сільської ради до с. Кленова з відповідним перейменуванням її на Кленівську, з підпорядкуванням сіл Брониця, Дубники, Кленова, Липине та хуторів Гутнисько і Ковалевичі. 29 вересня 1960 року, відповідно до рішення Житомирського ОВК № 985 «Про вилучення з обліку деяких населених пунктів в районах області», хутори Гутнисько та Ковалевичі зняті з обліку.
На 1 січня 1972 року сільська рада входила до складу Новоград-Волинського району Житомирської області, на обліку в раді перебували села Брониця, Дубники, Кленова та Липине.
Припинила існування 29 грудня 2016 року через об'єднання до складу Городницької селищної територіальної громади Новоград-Волинського району Житомирської області.
Входила до складу Городницького (7.03.1923 р.), Ємільчинського (11.01.1960 р.) та Новоград-Волинського (23.05.1960 р.) районів.